# Altstadt (Emden)
Die Altstadt Emdens umfasst das Kerngebiet der Stadt, in dem Emden im Mittelalter entstanden ist. Dort ist noch heute die Warft im Straßenverlauf erkennbar. Von dieser Warft aus breitete sich die Stadt im Mittelalter aus.
Im Zweiten Weltkrieg wurde die Altstadt mit vielen Gebäuden aus früheren Jahrhunderten nahezu komplett durch gezielte alliierte Luftangriffe im Rahmen der morale-bombing-Strategie zerstört – einzig das Pelzerhaus aus dem 16. Jahrhundert (allerdings bereits vor dem Krieg renoviert, wenn auch mit Originalteilen) wurde verschont. Der Wiederaufbau nach dem Krieg folgte der Zweckmäßigkeit, allerdings wurde immerhin fast ausschließlich Klinker verwendet, der auch das alte Stadtbild dominiert hatte.
In der Altstadt steht die Große Kirche, die früher die Moederkerk (ndl.: „Mutterkirche“) des reformierten Protestantismus in den Niederlanden und in Nordwestdeutschland war. Die Kirche wurde nach dem Krieg mit Mitteln von schweizerischen Geldgebern in neuem Stil teilweise wieder aufgebaut und heißt daher im Volksmund auch Schweizer Kirche. Seit 1995 befindet sich in den historischen Räumen der Kirche die Johannes a Lasco Bibliothek. An den Ausläufern der Altstadt befinden sich die Einkaufszonen der Innenstadt sowie das Kneipenviertel der Stadt rund um den Neuen Markt.
Östlich des Emder Rathauses, das noch zur Altstadt gerechnet werden kann, beginnt der Stadtteil Groß-Faldern. Der Ratsdelft mit seinen touristischen Attraktionen kann noch zur Altstadt gezählt werden. Am westlichen Teil des Ratsdelftes wurde 2004 mit dem Bau der Wasserstadt am Hafentor begonnen.
Die Stadt Emden rechnet die Altstadt statistisch zum Stadtzentrum und weist daher keine separaten Einwohnerzahlen aus. Das aus sechs separaten Stadtteilen bestehende Stadtzentrum hat insgesamt 8677 Einwohner.